# Бунго (пролив)
Бунго (яп. 豊後水道 бунго-суйдо:) — пролив между островами Кюсю и Сикоку, соединяет Внутреннее Японское море и Тихий океан. Длина пролива — около 65 км, ширина от 30 до 75 км, наименьшая глубина на фарватере около 75 м. Глубина достигает 300 метров.
На севере пролив соединяется с Внутренним Японским морем (плёс Иё-Нада) через пролив Хаясуи между мысами Секи (Кюсю) и Садамисаки (Сикоку), на юге ограничен мысами Цуруми и Комо.
Берега пролива изрезаны, имеют много бухт (крупнейшая — залив Усуки) и мысов. Имеются острова, наиболее крупные из которых — Хибури-Сима, Тодзима, Оицуками-Сима, Такегасима, Сеносима, Кодзима, Такасима, Муку-Сима, Дзиномуку-Сима. На берегу стоят города Саики, Усуки, Цукуми, Увадзима, Йосида. Восточный берег относится к национальному парку Асидзури — Увакай.
Средняя величина прилива в проливе составляет 2 метра.